# 센다이 시영 버스

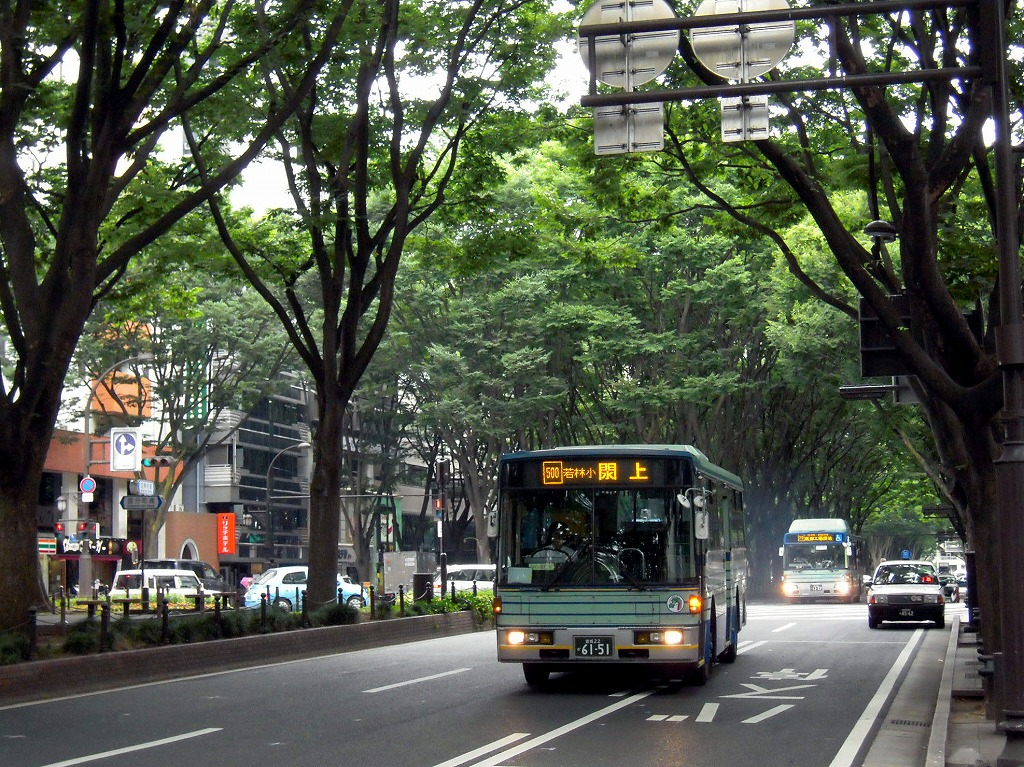
센다이 시영 버스

센다이 시영 버스(일본어: 仙台市営バス 센다이시에바스[*])는 센다이시가 운영하는 공공 운영 버스이다. 센다이 시 교통국이 담당한다.

## 운임
매 킬로미터 마다 운임을 책정하는 방식이며, 처음 탈 때의 운임은 타는 지점에 따라 다르다. 미야기 교통도 시내 노선은 센다이 시 교통국의 운임 체계에 따른다.
- 도심 특정 구간 (100엔 팩) - 100엔

예전 170엔 구간. 미나미쵸도오리(南町通り)를 남쪽 끝, 니시코엔도오리(西公園通り)를 서쪽 끝, 키타이치반쵸도오리(北一番丁通り)를 북쪽 끝、에키마에도오리(駅前通り)을 동쪽 끝으로 삼는다. 도심 근교 구간에 진입하면 180엔이 된다. (센다이 서(西)도로 직통노선을 제외한다.)
- 도심 근교 구간 - 170엔

100엔 팩의 구역 외를 도넛 형으로 묶은 구간이다. 이 구간의 첫 승차 운임을 센다이 시영 버스에서 가장 비싼데, 같은 구간 내라면 190엔을 상한으로 하기에, 실제 주행 거리에 비해서 운임이 싸게 설정되어 있다.
- 교외구간 - 150엔

도심구간을 제외한 모든 지역을 대상으로 하는 구간이다. 센다이역 앞에서 승차해 이 구간에 들어서면, 대부분의 경우 구간 첫 정류장에서 220엔~250엔이 든다. 한계단에서 50~70엔 정도 올라가는 경우가 있고, 도심구간에 비하면 운임 상승의 속도가 빠르다. 센다이역 앞에서 가장 비싼 운임은 1110엔으로, 같은 시 구역 내를 운행하는 노선 버스 중에서는 일본에서도 손 꼽힐 정도로 높은 운임이다.